# 専称寺 (加賀市)
専称寺（せんしょうじ、専稱寺）は、石川県加賀市大聖寺鉄砲町33にある真宗本願寺派の寺院。山号は龍華山。本尊は阿弥陀如来。鉄砲町の南部にある。河崎専称寺と呼ばれることもある。

## 歴史

### 中世
天台宗の龍華院として創建された。承元元年（1207年）に親光が親鸞聖人に帰依して浄土真宗に改宗し、専称寺の開基となった。親光以後、2世信光、3世光清、4世玄光、5世恵光、6世巧光、7世寿光と続いた。
寺伝によると、8世真光の時の文安5年（1448年）、越中国礪波郡野尻郷河崎村（現・富山県南砺市福野）から加賀国江沼郡山代庄（現・石川県加賀市）に移った。翌年の宝徳元年（1449年）11月18日、真光の時に存如から親鸞聖人の絵伝が下付された。早くから有力な寺院であったとされ、15世紀中ごろには西本願寺派（後の本願寺派）であることを明確にしていたとされる。檀家は大聖寺に最も多かったが、菅谷、山代、黒瀬、河崎、栄谷などにも10軒以上あり、大聖寺川の中流域におよんでいた。
真光の時に真宗高田派の焼き討ちに遭ったとする説があるが、『加賀市史』は「事実とみなす訳にはいかない」として否定している。本願寺の内紛である享禄・天文の乱の際には、賀州三ヶ寺側に付いたことで粛清を受けた。越前国金津（現・福井県あわら市）に退転し、その後9世順光と10世祐光は菅谷（現・加賀市山中温泉）に住んだが、11世正智は七日市（現・加賀市）に住んだ。勝光寺、専光寺、願成寺なども専称寺と同様に退転を余儀なくされている。

### 近世
12世正芸の時、文禄元年（1592年）に七日市から河崎に戻り、准如から顕如御影の下付を受けた。寛永16年（1639年）に大聖寺藩が成立すると城下に寺地を与えられ、寛永17年（1640年）ごろに鉄砲町の現在地に移った。専称寺は江沼郡における六日講の中心であった。15世観梅は「雪女化生問答」を著すなどして民衆の教化に努めた。江戸時代には観梅から5代に渡って触頭を務めた。

## 境内

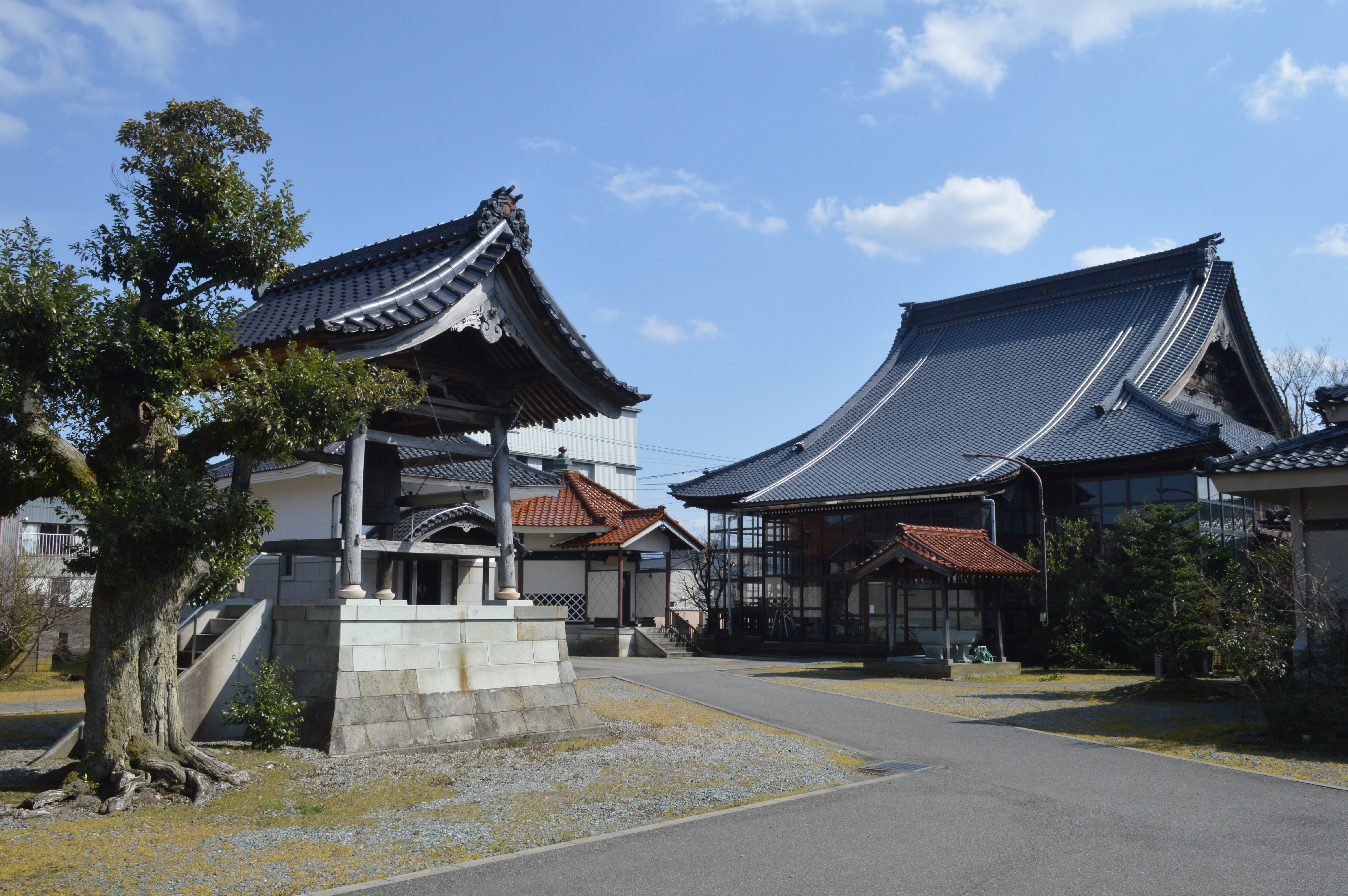
境内

- 本堂

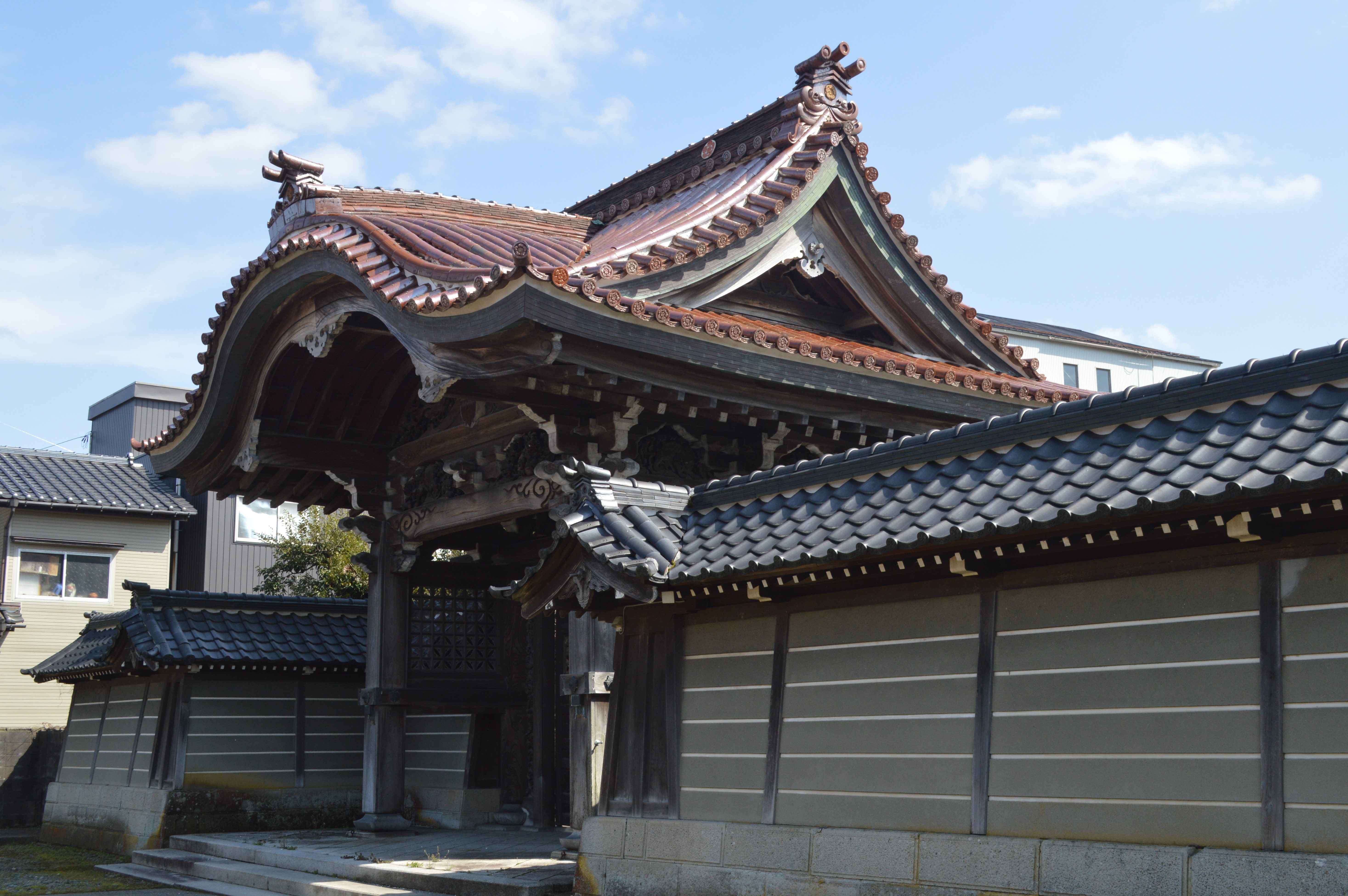
山門
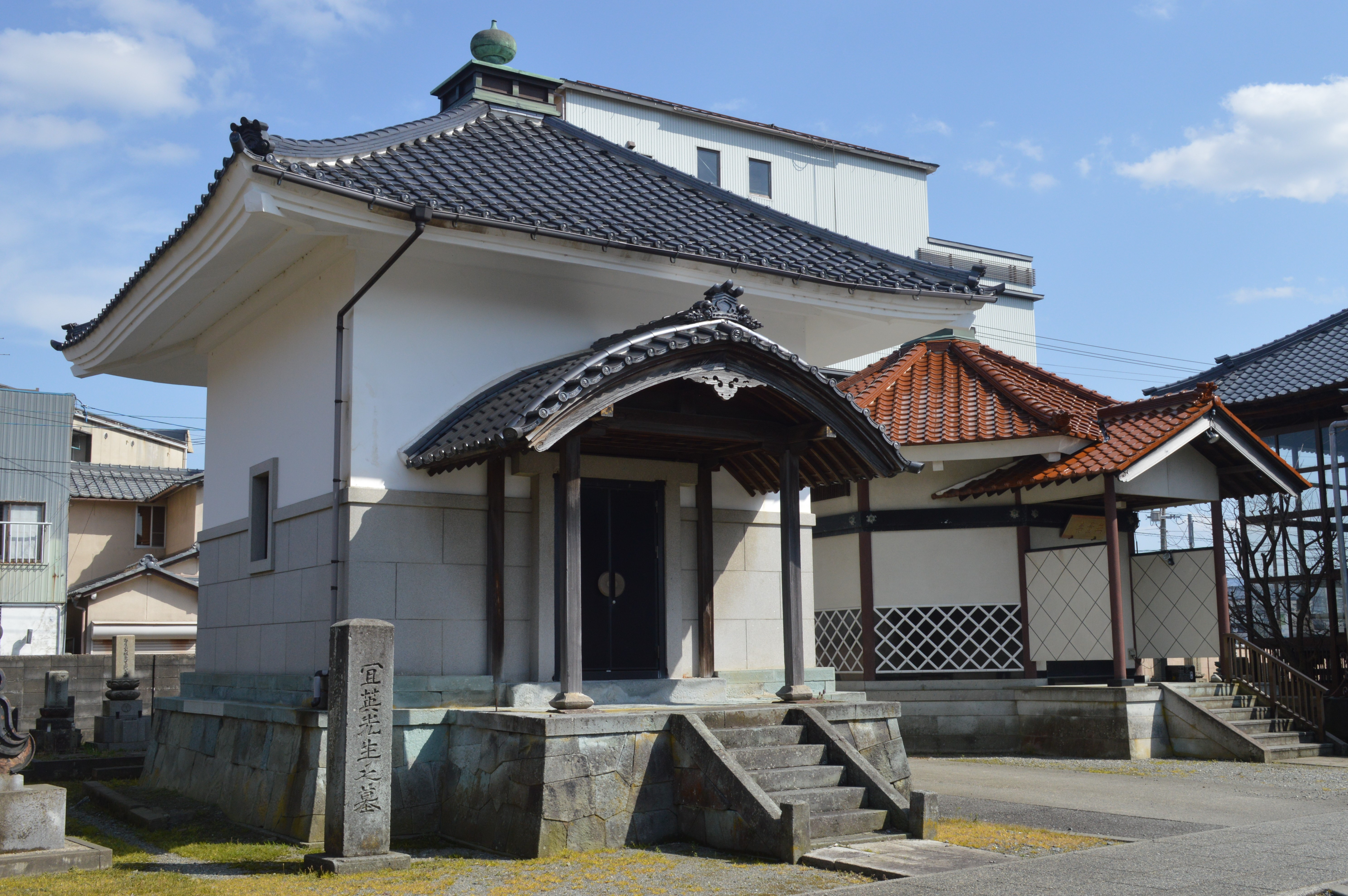
蔵
- 冝英先生之墓

- 山門
- 蔵

## 文化財

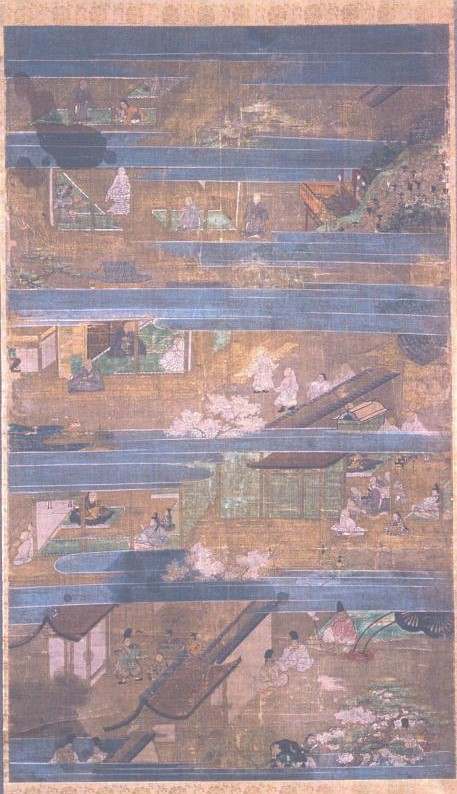
絹本著色親鸞聖人絵伝

### 県指定文化財
- 絹本著色親鸞聖人絵伝 附宝徳元年裏書
  - 4幅、附旧裏書4紙2幅。浄土真宗の開祖である親鸞聖人の生涯を描いた絵伝[3]。
  - 宝徳元年（1449年）に存如から下付されたことが判明しており、加賀国において蓮如以前の真宗の布教活動を知るために貴重な資料であるとされる[3]。1999年（平成11年）11月26日に石川県指定文化財に指定された[3]。

## 歴代住職
越中国時代
- 1世 親光
- 2世 信光
- 3世 光清
- 4世 玄光

- 5世 恵光
- 6世 巧光
- 7世 寿光

加賀国時代
- 8世 真光
- 9世 順光
- 10世 祐光
- 11世 正智
- 12世 正芸
- 13世 祐光 - 貞享3年（1686年）7月8日死去[4]。
- 14世 祐西 - 元禄7年（1694年）11月11日死去[4]。
- 15世 観海 - 宝暦3年（1753年）9月3日死去[4]。
- 16世 龍智 - 宝暦14年（1764年）4月17日死去[4]。
- 17世 離方 - 寛政6年（1794年）7月13日死去[4]。
- 18世 宗真
- 19世 宗学 - 1875年（明治8年）5月26日死去[4]。
- 20世 宗要 - 1882年（明治15年）住職を辞す[4]。
- 21世 宗薫

## 現地情報
所在地
- 922-0035 石川県加賀市大聖寺鉄砲町33

交通アクセス
- IRいしかわ鉄道線・ハピラインふくい線 大聖寺駅から徒歩